# 1966 au Royaume-Uni

## Événements

### Mars
- 31 mars : le parti travailliste, dirigé par Harold Wilson, remporte les élections législatives avec 47.9% des suffrages exprimés.

### Avril
- 19 avril : début du procès des meurtres de la lande qui aboutiront à la condamnation de Ian Brady et de Myra Hindley à la prison à vie.

### Juillet
- 11 au 30 juillet : Coupe du monde de football. Des matchs se déroulent à Londres, Liverpool, Sheffield, Sunderland, Birmingham, Manchester et Middlesbrough. L'équipe d'Angleterre remporte la compétition face à l'Allemagne de l'Ouest.

### Octobre
- 21 octobre : catastrophe d'Aberfan au pays de Galles, glissement d'un pan d'un terril provoquant la mort de 144 personnes, dont 116 enfants[1].

### Novembre
- 30 novembre : la Barbade déclare son indépendance.